# Searsia thyrsiflora
Searsia thyrsiflora är en sumakväxtart som först beskrevs av Isaac Bayley Balfour, och fick sitt nu gällande namn av Moffett. Searsia thyrsiflora ingår i släktet Searsia och familjen sumakväxter. Inga underarter finns listade i Catalogue of Life.